# Kenworth
Kenworth Truck Company är en tillverkare av medelstora och tunga lastbilar baserad i Kirkland, Washington. Det är ett dotterbolag till Paccar, och tidigare också tillverkare av transitbussar och skolskjutsar. 

## Historia
1912 började bröderna George T. och Louis Gerlinger Jr driva en verksamhet som bil- och lastbilsåterförsäljare med namnet Gerlinger Car Works i Portland, Oregon. 1914 byggde de en egen lastbilsmodell med en kraftfull rak sexcylindrig motor. 
1916 flyttade Gerlinger Motor Car Company till Tacoma, Washington. Affärsmannen Edgar K. Worthington i Seattle som var vd i sin mors fastighetsbolag, där Gerlinger blev hyresgäster, blev intresserad av företaget. 
Gerlingerföretaget, som då hade kontor i Seattle och Portland, såg ut klara sig ganska bra men hade problem och 1917 bjöd Louis Gerlinger ut tillverkningsprocessen till försäljning. Worthington nappade på erbjudandet och tillsammans med sin partner, kapten Frederick Kent, bildade han Gersix Manufacturing Company, för att fortsätta att göra en sexcylindrig lastbil. 
1919 pensionerades Kent från företaget och hans son, Harry, blev Worthington nya partner. 1922 sålde Gersix 53 lastbilar från fabriken på Fairview Avenue, Valley Street och 1924 såldes 80 lastbilar.
Kenworth grundades 1923, och fick namnet efter de tre första bokstäverna i "Kent" och de första fem av "Worthington".

## Bilder

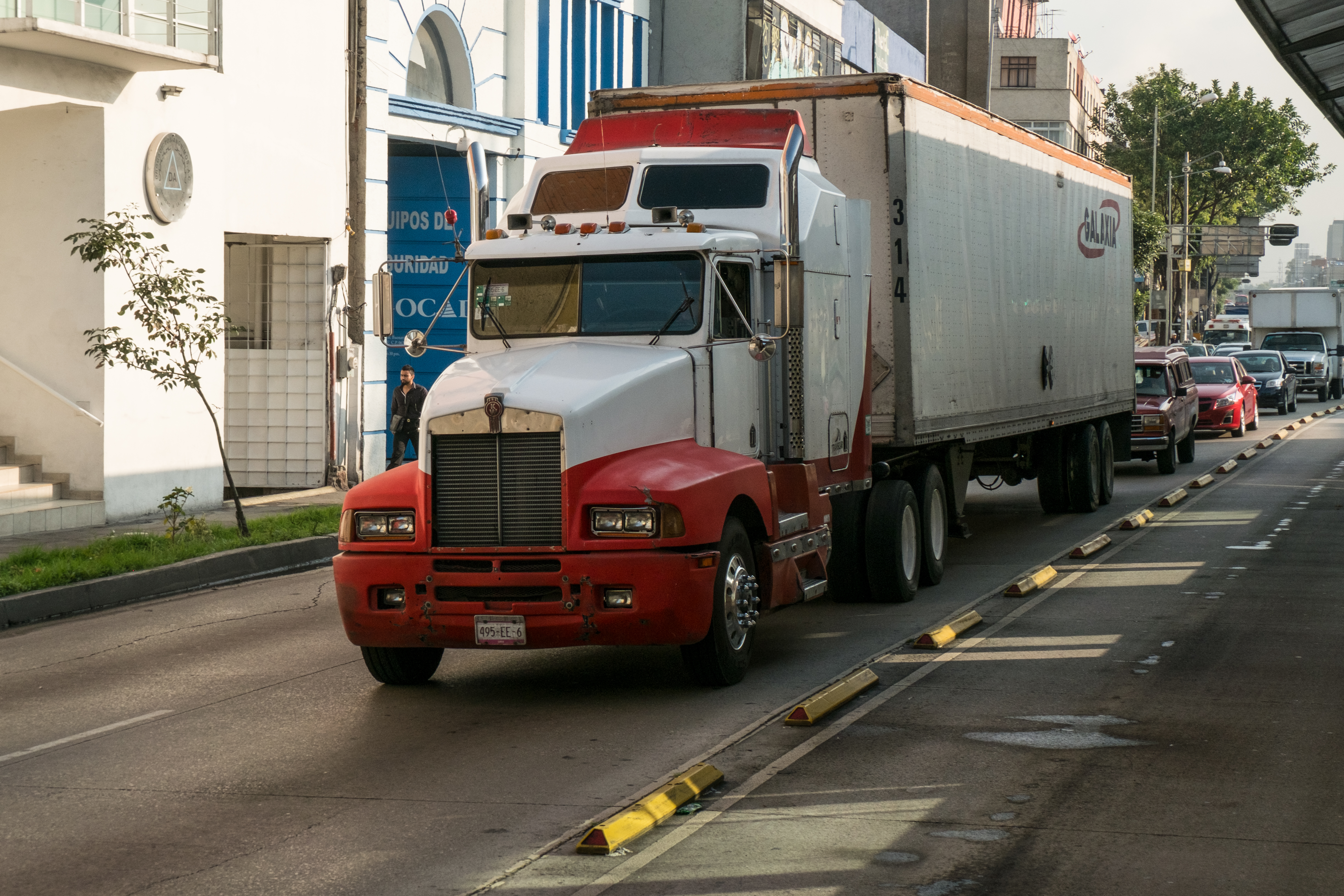
En Kenworth T600 i Mexiko.
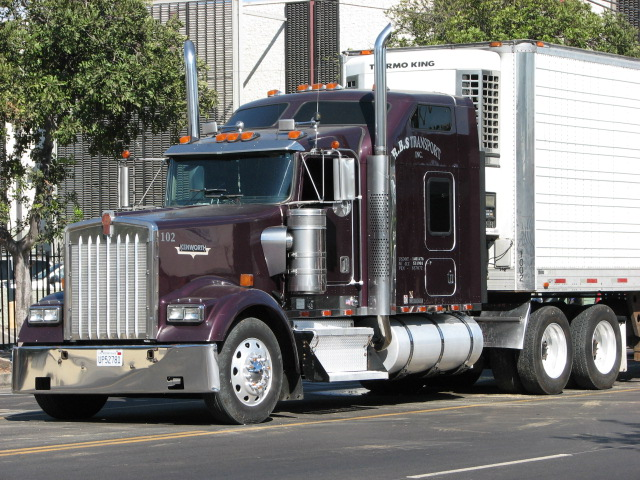
Kenworth W900 i USA.
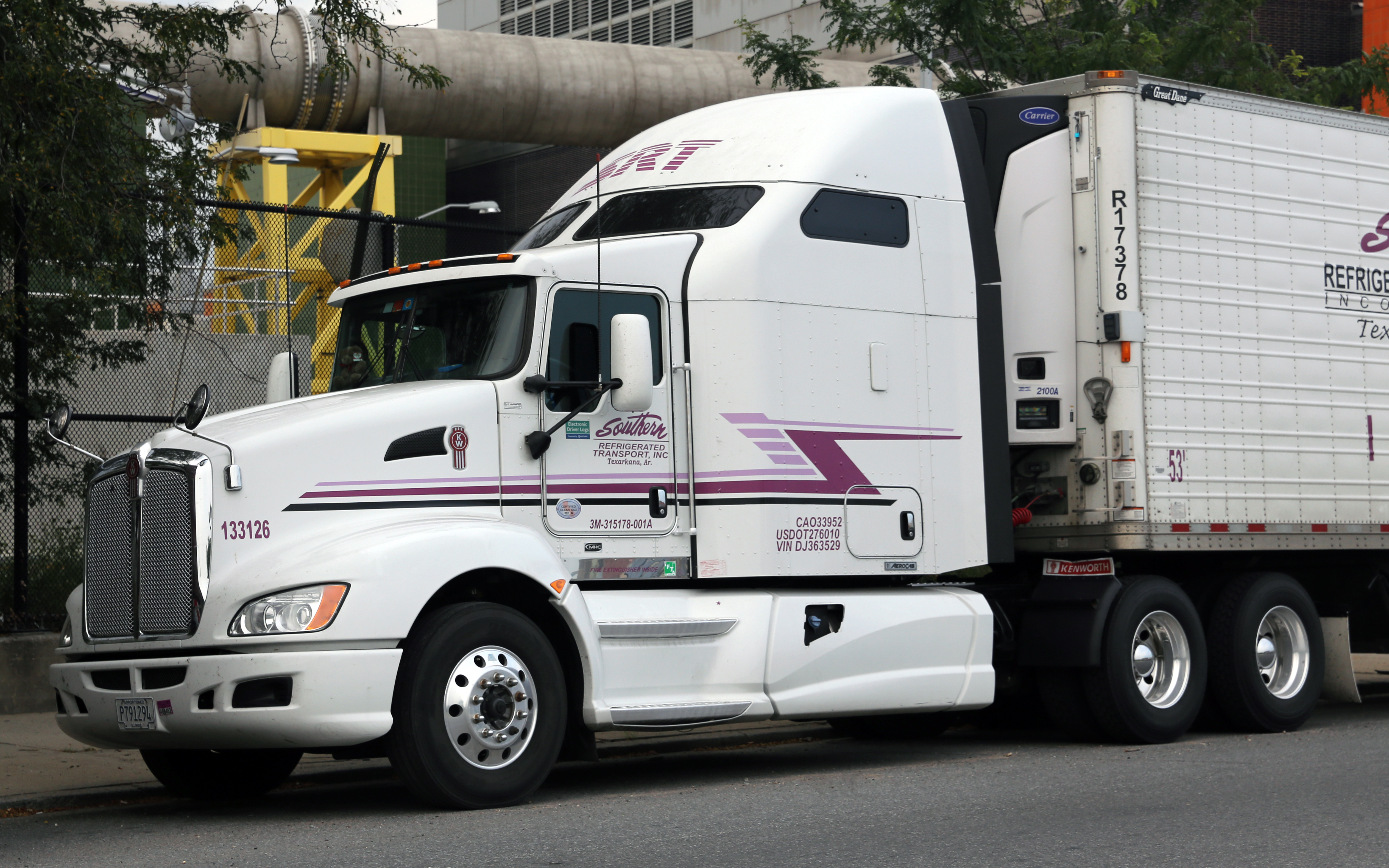
En Kenworth T660.
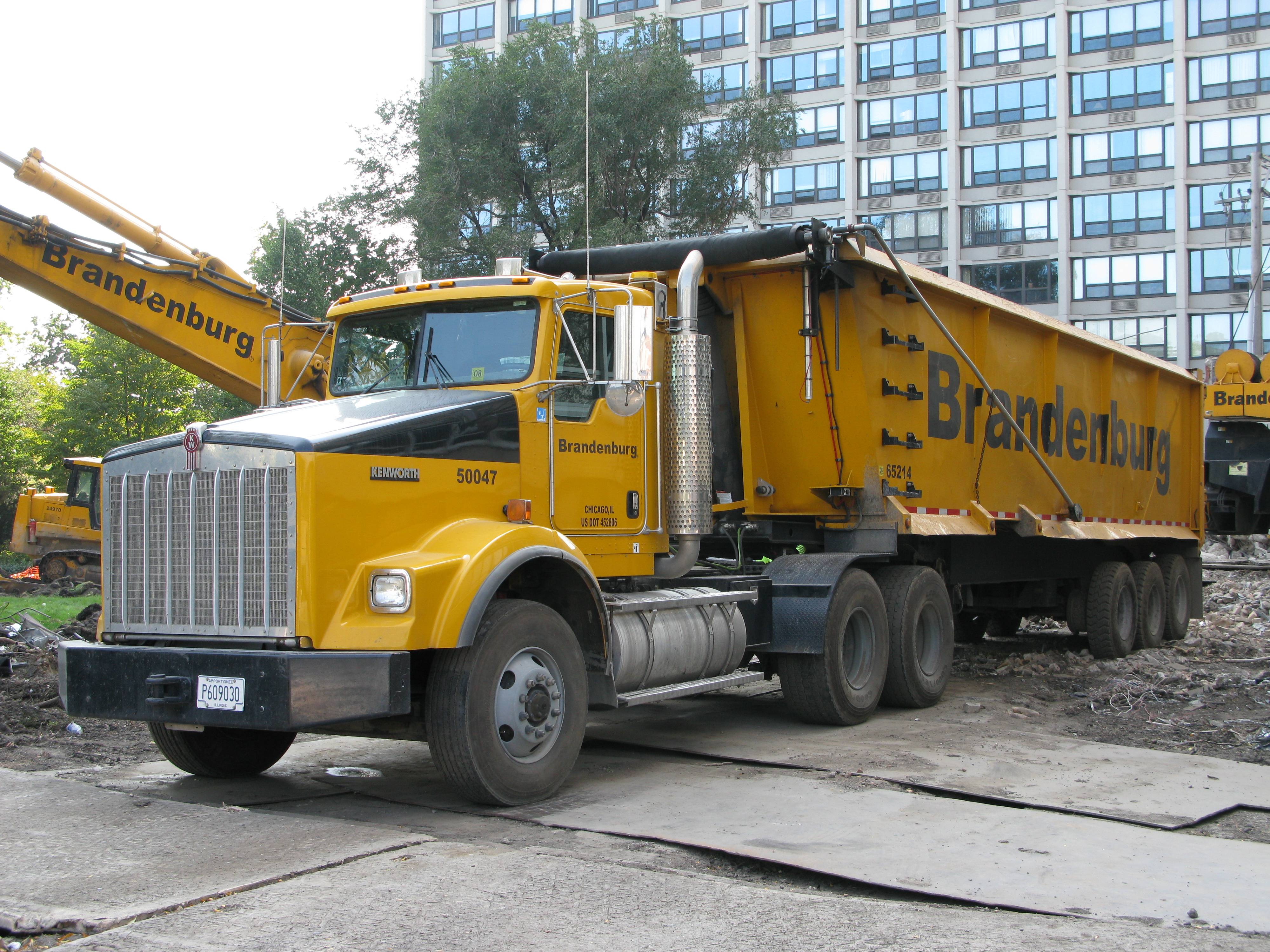
En Kenworth T800 med påhängsvagn.